# 巨石強森
德韦恩·道格拉斯·「巨石」·约翰逊（Dwayne Douglas "The Rock" Johnson，1972年5月2日—）是一名美國职业摔角手、演員、製片人和前北美橄榄球运动员，以在世界摔角娱乐（WWE）和好莱坞的职业生涯而著名。
强森曾是迈阿密大学美式足球队的一员，曾带领迈阿密飓风队赢得1991年NCAA I-A国家锦标赛，随后进军加拿大美式足球联盟卡尔加里狂奔者队，踏入1995年赛季两个月退出。而后受外祖父彼得·马维亚和父亲洛克·强森的影响，以“洛克·马维亚”为名走上職業摔角生涯，后来因在1996年到2004年间担任世界摔角联盟麾下选手“巨石”声名大噪，他是公司史上首位三代摔角選手。2011年到2013年曾短暂回归WWE，曾获7次WWE冠軍。
莊遜被視為史上最偉大的摔角選手之一。他在WWE建立17次冠军王朝，包括8次WWE（F）冠军和两次WCW/世界冠军。他还赢得两次WWE洲际冠军和五次WWE双打冠军，是WWE第六位三冠王，以及2000年皇家大战优胜者。
他的自传《巨石说……》于2000年发表，首次亮相便占据《纽约时报》畅销书榜首数周。他首部出任主演的电影是2002年的《蝎子王》。这个角色给了他550万美元的片酬，创下出演处女作片酬最高的世界纪录。从那时起，他的名字开始为电影业界熟知。
2013年12月16日，莊遜被《富比士》評為2013年最賣座的演員，他参演的電影累计全球票房將近43億美元。2016年8月，他又被《富比士》評為2016年最賣座的演員，收入逾6450萬美元。2018年7月莊遜被《富比士》評為年收入最高的演員，他2017-2018年內收入超過1.24億美元，打破歷史紀錄。截止2018年7月，他参演的電影累计全球票房超過104億美元。

## 早期生活
狄維·莊遜出生於加利福尼亞州的海沃德，是職業摔角選手洛基·莊遜 與艾塔·莊遜（Ata Johnson）的兒子，父為非洲裔加拿大人，母為美屬薩摩亞人。母親的娘家姓為馬維亞（Maivia），外祖父彼得·馬維亞也是一個摔角選手，於1992年去世；外祖母莉亞·馬維亞則是名女子摔角的發起人，於2008年去世。莊遜的表妹莉娜·費恩是名WWE摔角手。
莊遜早期與他母親的家庭一同住在紐西蘭奧克蘭的格雷林恩，就讀里士滿路小學。他與父母回美国後，在檀香山的威廉麥金利總統高中讀到了十年級。十一年級時因父親的工作而搬到了賓夕法尼亞州的伯利恆，他開始就读於自由高中，起初是个问题少年，在17岁前就曾因为斗殴、偷窃和支票诈骗被逮捕多次，并因打架被休学两周。但自由高中的美式足球教练看中了他的体育天赋并将他收入校队成为防守截锋，使得其高中生涯大为改观，同时他也是該校的田徑和业余摔跤隊的一員。
莊遜本來想往足球界發展，並決定在邁阿密大學贏得全額獎學金。1991年，他在邁阿密颶風橄欖球隊的全國冠軍賽上因受傷而缺席 ，其位置被未來的國家美式橄欖球聯盟明星華倫·薩普取代。在邁阿密，莊遜遇見了未來的妻子達妮·賈西亞，賈西亞於1992年從大學畢業，並成為其董事會的一員。
1995年，莊遜從邁阿密大學畢業，獲得犯罪學和生理學的学士学位。他還於1995年加入加拿大加式足球聯盟的卡加利史丹必隊擔任備用後衛，但於兩個月後退出。

## 個人生活
2019年8月18日，莊遜在Instagram宣布與交往12年的女友在夏威夷完婚。

## 作品列表

### 電影
| 年份 | 標題                     | 角色                                    | 附註 | 票房（美元）   |
| ---- | ------------------------ | --------------------------------------- | --- | -------------- |
| 1999 | 《擂台之外》             | 本人                                    | 紀錄片 | $2,053,648     |
| 2001 | 《遠射》                 | Mugger                                  | | 不適用         |
| 2001 | 《神鬼傳奇2》            | 摩挲尤斯                                | 青少年票選獎最佳電影反派 | $433,013,274   |
| 2002 | 《魔蠍大帝》             | 摩挲尤斯                                | 提名-青少年票選獎最佳動作男演員 | $165,333,180   |
| 2003 | 《浴血叢林》             | Beck                                    | 提名-MTV電影大獎最佳打鬥 | $80,916,492    |
| 2004 | 《捍衛家園》             | Chris Vaughn                            | | $57,223,890    |
| 2005 | 《黑道比酷》             | Elliot Wilhelm                          | | $95,226,116    |
| 2005 | 《毀滅戰士》             | Sgt. Asher "Sarge" Mahonin              | 提名-Fangoria電鋸獎最血腥打殺（與卡爾·厄本共享） | $55,987,321    |
| 2006 | 《熱血橄欖隊》           | Sean Porter                             | | $41,480,851    |
| 2007 | 《雷諾911：邁阿密瘋雲》  | Agent Rick Smith                        | | $22,021,262    |
| 2007 | 《南國傳奇》             | Boxer Santaros                          | | $374,743       |
| 2007 | 《超級盃奶爸》           | Joseph "Joe" Kingman                    | 提名-兒童票選獎最喜愛電影男主角 | $147,880,543   |
| 2008 | 《特務行不行》           | Agent 23                                | 提名-MTV電影大獎最佳反派 | $230,685,453   |
| 2009 | 《超異能冒險》           | Jack Bruno                              | | $106,387,141   |
| 2009 | 《星球51號》             | Captain Charles "Chuck" T. Baker        | 配音 | $105,647,102   |
| 2010 | 《牙仙大帝》             | Derek Thompson／Tooth Fairy             | 提名-兒童票選獎最喜愛電影男主角 | $112,462,508   |
| 2010 | 《結婚真好2》            | Daniel Franklin                         | 未掛名 | $60,673,972    |
| 2010 | 《B咖戰警》              | Detective Christopher Danson            | | $170,432,927   |
| 2010 | 《冤家囍相逢》           | Air Marshal                             | 未掛名客串 | $32,005,248    |
| 2010 | 《限時絕殺》             | James Cullen／Driver                    | 提名-青少年票選獎最佳動作男演員 | $35,626,958    |
| 2011 | 《玩命關頭5》            | 路克·哈柏                               | 提名-青少年票選獎最佳動作男演員 | $626,137,675   |
| 2012 | 《地心冒險2：神祕島》    | Hank Parsons                            | 兼聯合製片人 兒童票選獎最喜愛動作男演員 | $335,260,290   |
| 2013 | 《限時翻供》             | John Matthews                           | 兼監製 | $56,824,674    |
| 2013 | 《特種部隊2：正面對決》  | 馬文·F·辛頓／路霸                       | 提名-青少年票選獎最佳動作男演員 提名-兒童票選獎最喜愛動作男演員 | $375,740,705   |
| 2013 | 《不勞而禍》             | Paul Doyle                              | | $86,175,291    |
| 2013 | 《玩命關頭6》            | 路克·哈柏                               | 提名-青少年票選獎最佳暑期男演員 | $788,679,850   |
| 2013 | 《帝國警戒》             | Detective James Ransome                 | | $1,212,500     |
| 2014 | 《戰神：海格力斯》       | 海格力斯                                | 提名-青少年票選獎最佳暑期影星 | $244,819,862   |
| 2015 | 《玩命關頭7》            | 路克·哈柏                               | | $1,516,045,911 |
| 2015 | 《加州大地震》           | Ray Gaines                              | 提名-全美民選獎最喜愛動作片男演員 提名-MTV電影大獎最佳動作場面 提名-MTV電影大獎最佳英雄 提名-青少年票選獎最佳暑期影星                                              | $473,990,832   |
| 2015 | 《芙蓉仙子》             | 本人                                    | | $2,333,684     |
| 2016 | 《中央情爆員》           | Bob Stone／Robbie Weirdicht             | 兼監製 提名-全美民選獎最喜愛喜劇片男演員 提名-評論家選擇電影獎最佳喜劇男主角 提名-青少年票選獎最佳暑期影星 兒童票選獎最喜愛好友組合（與凱文·哈特共享）             | $216,972,543   |
| 2016 | 《海洋奇緣》             | 毛伊                                    | 配音 提名-有色人種促進協會形象獎傑出角色聲演 提名-黑膠卷獎傑出聲演 提名-兒童票選獎最喜愛動作電影與對手戲配音（與奧莉伊·卡拉瓦爾侯共享） 青少年票選獎最佳奇幻男演員 | $643,331,111   |
| 2017 | 《玩命關頭8》            | 路克·哈柏                               | 提名-青少年票選獎最佳動作男演員 | $1,236,005,118 |
| 2017 | 《沙灘拯救隊》           | 米基·布坎南                             | 兼執行製片人 提名-青少年票選獎最佳喜劇片男演員 | $177,856,751   |
| 2017 | 《逃出魔幻紀：叢林挑機》 | Dr. Smolder Bravestone／Spencer Gilpin  | 兼執行製片人 | $961,869,583   |
| 2018 | 《毀滅大作戰》           | Davis Okoye                             | 兼執行製片人 | $426,245,950   |
| 2018 | 《摩天大樓》             | Will Sawyer                             | 兼監製 | $280,346,105   |
| 2019 | 《我和我的摔角家庭》     | 本人                                    | 兼執行製片人 | $39,058,886    |
| 2019 | 《玩命關頭：特別行動》   | 路克·哈柏                               | 兼監製 | $758,910,100   |
| 2019 | 《逃出魔幻紀：霸氣升呢》 | Dr. Smolder Bravestone                  | 兼監製 | $793,013,918   |
| 2021 | 《幻險森林奇航》         | Frank Wolff                             | 兼監製 | $220,889,446   |
| 2021 | 《脫稿玩家》             | 銀行劫匪#2                              | 客串配音 | $331,526,598   |
| 2021 | 《紅色通緝令》           | John Hartley                            | 兼監製 | 不適用         |
| 2022 | 《DC超級寵物軍團》       | 超級狗氪普托 提斯-亞當／黑亞當 阿努比斯 | 配音兼監製 | $204,557,790   |
| 2022 | 《黑亞當》               | 提斯-亞當／黑亞當                       | 兼監製 | $393,252,111   |
| 2023 | 《玩命關頭X》            | 路克·哈柏                               | 客串 | $714,582,312   |
| 2024 | 《紅色一號》             | Callum Drift                            | 兼監製 | 不適用         |
| 2024 | 《海洋奇緣2》            | 毛伊                                    | 配音 | 不適用         |
| 2025 | 《粉碎機》               | 馬克·克爾                               | | 不適用         |
| TBA  | 《海洋奇緣》             | 毛伊                                    | 兼監製 | 不適用         |

### 電視
| 年份                           | 標題                  | 角色              | 附註 |
| ------------------------------ | --------------------- | ----------------- | --- |
| 1999                           | 《70年代秀》          | 洛奇·莊遜         | 單集：〈That Wrestling Show〉 |
| 1999                           | 《網》                | Brody             | 單集：〈Last Man Standing〉 |
| 2000，2002， 2009，2015， 2017 | 《週六夜現場》        | 本人／主持人      | 5集 |
| 2000                           | 《》                  | 冠軍              | 單集：〈Tsunkatse〉 |
| 2007                           | 《柯瑞當家》          | 本人              | 單集：〈Never the Dwayne Shall Meet〉 |
| 2007                           | 《孟漢娜》            | 本人              | 單集：〈Don't Stop Til You Get the Phone〉 |
| 2009                           | 《少年魔法師》        | 本人              | 單集：〈Art Teacher〉 |
| 2010                           | 《變形金剛 領袖之證》 | 飛過山            | 配音；單集：〈Darkness Rising, Part 1〉 |
| 2010                           | 《蓋酷家庭》          | 本人              | 單集：〈海馬體上的大個子〉 |
| 2013                           | 《英雄》              | 主持人            | 兼監製；8集 |
| 2014                           | 《叫醒服務》          | 主持人            | 兼監製；8集 |
| 2015–2019                      | 《好球天團》          | Spencer Strasmore | 兼執行製片人；47集 全美民選獎最喜愛有線電視男演員（2016年） 提名-有色人種促進協會形象獎傑出喜劇系列男演員（2016年） 全美民選獎最喜愛有線系列男演員（2017年） 提名-有色人種促進協會形象獎傑出喜劇系列男演員（2017年） |
| 2017                           | 《生命線》            | 本人              | 網路劇；單集：〈In 33 Days You’ll Die〉 |
| 2019–2020                      | 《泰坦游戏》          | 本人              | 兼創作者、編劇和執行製片人 |
| 2021–                          | 《少年巨石》          | 成人狄維·莊遜     | 旁白；兼創作者和執行製片人 |
| 2021–                          | 《吸引力背後》        | 本人              | 單集：〈Jungle Cruise〉 |

### 電子遊戲
| 年份 | 標題                   | 配音角色    | 附註 |
| ---- | ---------------------- | ----------- | ---- |
| 2006 | 《間諜獵手：無處藏身》 | Alex Decker |      |

## 摔角生涯

### 主要招式
- 巨石炸彈（Rock Bottom）

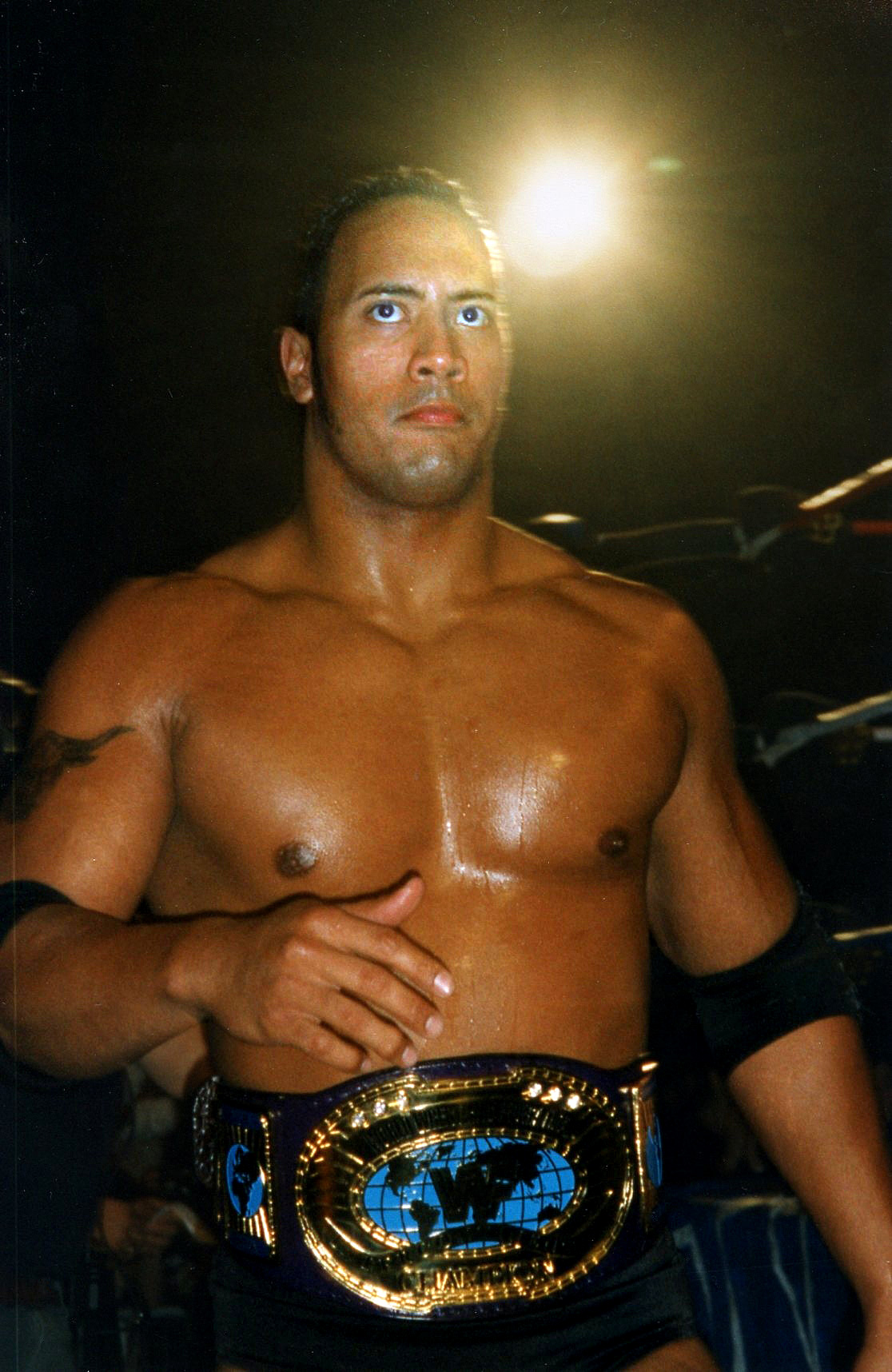
狄維·莊遜與WWE洲際冠軍腰帶

Rock著名的終結技，把對手（受招者）的手背搭在自己的肩膀上（對手已經有點意識模糊），然後往上跳向前撲倒，將對手的背部甚至是後腦勺打在擂台上。
- 人民肘擊（People's Elbow）

使用前會對著觀眾交叉揮手（比賽時會扔出護肘），左右兩邊互跑然後對著躺在擂台中央的對手肘擊落下。落點不固定，有時在肩膀與手臂連接處，有時在咽喉，甚至在胸腹部落下。
- 神射手固定（Sharpshooter (职业摔跤)（英语：Sharpshooter (professional wrestling)））

Rock代表性關節技，先將對方壓制在地，抓起對方的兩腳，將自己的左腳穿過兩腳放在對方的右腳旁，用左手腋下夾緊右腳，再轉身過去。
- 口水拳

以連續的拳擊攻擊對方後，最後一下Rock會向自己的手掌吐口水，再重擊對方．此招式娛樂性質較高。

#### 其他常用招式
- 金臂勾或跳躍式金臂勾
- 2種DDT (职业摔跤)（英语：DDT (professional wrestling)）（Float-over DDT, Snap DDT）
- 岩石落下
- Spine Buster（脊髓破壞技）通常用完會接人民肘擊或蝎式固定。
- Samoan drop 薩摩亞落下技
- 龍捲風腳
- Overhead Belly To Belly Suplex 後拉抱摔
- Stone Cold Stunner
- RKO

### 曾經贏得的冠軍獎項
- WCW世界重量級冠軍（2次）
- WWF/E Championship（8次）
- WWF Intercontinental Championship（2次）
- WWF Tag Team Championship（5次，與米克·佛利3次，與送葬者1次，與克里斯·傑利可1次）
- Royal Rumble（2000年）

## 外部連結
- 巨石強森在互联网电影资料库（IMDb）上的資料（英文）
- 狄維·莊遜的Facebook主頁 （页面存档备份，存于）
- 狄維·莊遜的instagram帳戶
- 巨石強森的新浪微博
- 巨石強森的哔哩哔哩个人空间